# 吉陵春秋
《吉陵春秋》，是马来西亚作家李永平的一部长篇小说。小说写作开始于1976年秋，当时李结束了台湾的九年寓居，正在纽约州立大学奥尔巴尼分校攻读比较文学硕士。作者写的是一个东方式因果报应故事，后来曾做出修改，以增加小说的南洋风味，经同学劝导而作罢。第二年春，第一部《万福巷》定稿。后来作者赴圣路易斯华盛顿大学读博士，挤出时间写作小说的后三篇。后来作者回台湾，在国立中山大学任教，小说终于于1986年结集出版。
小说出版后得到了学界好评。评论家龙应台称其为“一颗坚实灿烂的宝石”。诗人余光中赞赏李永平的文体“摆脱了恶性细化常见的繁琐、生硬、冗长”。后来该书还被《亚洲周刊》选为20世纪中文小说100强之一，列第40位。

## 内容
万福巷是吉陵镇的一条烟花巷。长笙是镇上有名的美人，16岁就嫁给了大她很多岁的开棺材店的刘老实，虽然到处求神问佛却无法生育。巷里迎观音娘娘那天，她被镇上的无赖孙四房强奸了，第二天吊死在家里。刘老实发了疯，砍死了孙四房的妻子，以及孙相好的娼妇春红。刘逃回吉陵镇之后，镇里在一场日头雨之后一个月不下雨。镇民们纷纷传闻这是报应，镇上还处处流传着闹鬼的传闻。春红留下的孩子见证了母亲之死，受到刺激变成白痴。泼皮们整日在巷子里闹个不停，年轻寡妇秦张氏与小叔子的奸情成为人们的谈资。